# Angraecum pingue
Angraecum pingue là một loài thực vật có hoa trong họ Lan. Loài này được Frapp. ex Cordem. mô tả khoa học đầu tiên năm 1895.